# Воштено (округ)
Шаблон:StateAbbr_ 42°15′ пн. ш. 83°50′ зх. д. / 42.25° пн. ш. 83.84° зх. д.
Округ  Воштено (англ. Washtenaw County) — округ (графство) у штаті Мічиган, США. Ідентифікатор округу 26161.

## Історія
Округ утворений 1822 року.

## Демографія
За даними перепису 
2000 року 
загальне населення округу становило 322895 осіб, зокрема міського населення було 266189, а сільського — 56706.
Серед мешканців округу чоловіків було 160558, а жінок — 162337. В окрузі було 125327 домогосподарств, 73690 родин, які мешкали в 131069 будинках.
Середній розмір родини становив 3,02.
Віковий розподіл населення поданий у таблиці:
| Стать    | До 15 років | 15-21 | 22-29 | 30-39 | 40-49 | 50-65 | 65-85 | Понад 85 |
| -------- | ----------- | ----- | ----- | ----- | ----- | ----- | ----- | -------- |
| Чоловіки | 30898       | 22856 | 24643 | 26241 | 23675 | 21406 | 9939  | 900      |
| Жінки    | 29158       | 23823 | 22814 | 24970 | 24321 | 21819 | 13133 | 2299     |

## Суміжні округи
- Лівінгстон — північ
- Окленд — північний схід
- Вейн — схід
- Монро — південний схід
- Ленаві — південний захід
- Джексон — захід
- Інгем — північний захід

## Виноски
1. ↑  US Decennial Census. US Census Bureau. Архів оригіналу за 26 квітня 2015. Процитовано 28 вересня 2014.
2. ↑  Historical Census Browser. University of Virginia Library. Архів оригіналу за 11 серпня 2012. Процитовано 28 вересня 2014.
3. ↑  Population of Counties by Decennial Census: 1900 to 1990. US Census Bureau. Архів оригіналу за 15 лютого 2015. Процитовано 28 вересня 2014.
4. ↑  Census 2000 PHC-T-4. Ranking Tables for Counties: 1990 and 2000 (PDF). US Census Bureau. Архів (PDF) оригіналу за 18 грудня 2014. Процитовано 28 вересня 2014.
5. ↑  State & County QuickFacts. US Census Bureau. Архів оригіналу за 6 червня 2011. Процитовано 29 серпня 2013.(англ.) Наведено за англійською вікіпедією.
6. ↑  American FactFinder. Бюро перепису населення США. Архів оригіналу за 26 лютого 2012. Процитовано 31 січня 2008.

| США | Це незавершена стаття з географії США. Ви можете допомогти проєкту, виправивши або дописавши її. |